# Field Target

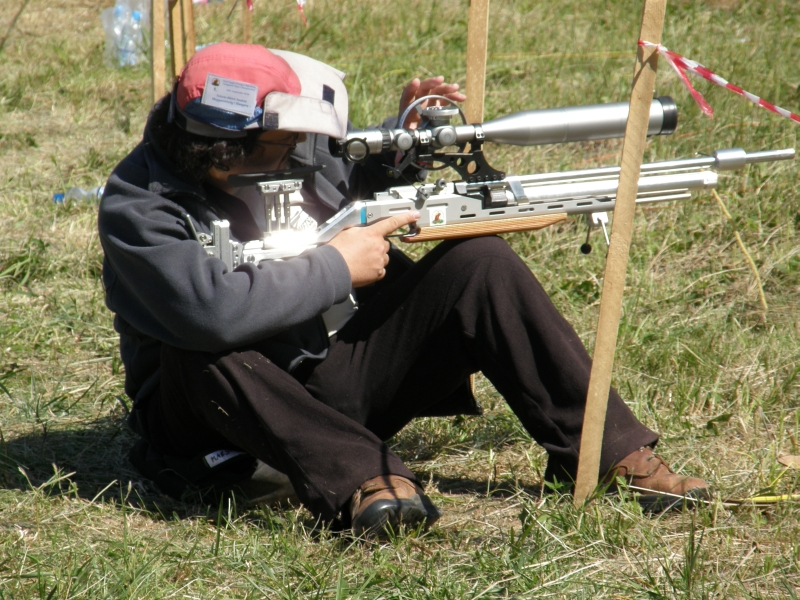
En tävlingsskytt i Ungerska öppna mästerskapen i Field Target.

Field Target är en sportskyttegren där man med luftgevär utomhus försöker träffa uppsatta mål.
Field Target startade i Storbritannien runt 1981. Sporten sågs som ett alternativ till jakt. Målen bestod av metallsiluetter liknande smådjur. Målområdet bestod i början av ett klistermärke som gav poäng vid träff. Senare byttes målfiguren/klistermärket ut mot ett mål som faller om man träffar det då 50 mm stora hålet på frontplattan. Dessutom gick det att resa upp målfiguren från skjutpositionen med hjälp av ett snöre. Vanligast vapen var ett fjäderdrivet brytgevär med 5,5 mm kaliber. Anledningen till vapentypen var helt enkelt att det var den vanligaste typen vid denna tid. Kalibervalet styrdes av att det var den kaliber som erbjöd mest precision vid längre avstånd. Avståndsbedömning gjordes med hjälp av ögat och mycket träning, kikarsikten hade sällan högre förstoring än 9 gånger.
Numera skjuter man klasserna pcp/fjäder. Internationellt är det numera den engelska energigränsen som gäller, ca 16 joule. Man har minst 40 fallmål på mellan 8 och 50 meter (mellan 10 och 50 meter i Sverige) med killzones på 15–40 mm i en normal tävling. Godkända skjutställningar är sittande, knästående och stående.
I Sverige arrangeras tävlingar av: Onsala LGK, Laxå SKF, Falubygdens JSK. Piteå LVK, Mörrums SG, Stockholms Luftjaktskytteförening, Skepplanda, Vittsjö SkF samt Örgryte SF.